# Ahmose (koningin)

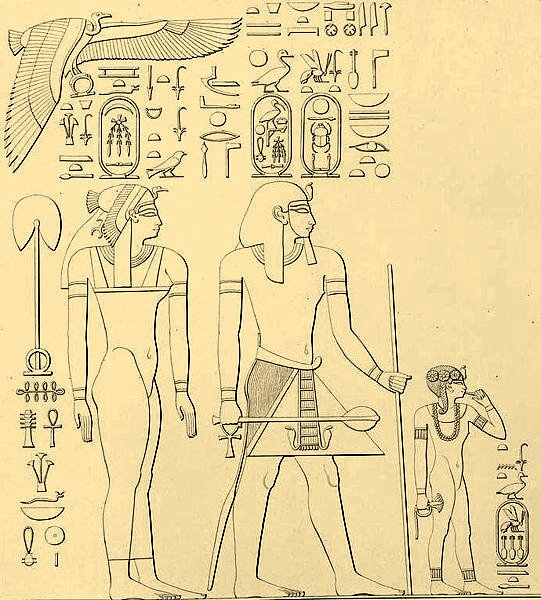
Koningin Ahmose, haar echtgenoot Thoetmosis I en oudste dochter Neferubity, (1849), tekening Karl Richard Lepsius

Koningin Ahmose was de koningin naast Thoetmosis I in de 18e dynastie van Egypte. Zij was de moeder van koningin en later heersend farao Hatshepsut.

## Genealogie
Het is niet bekend wie koningin Ahmoses ouders waren. Er is gesuggereerd dat Ahmose ofwel een dochter van farao Amenhotep I was, of een dochter van farao Ahmose I en mogelijk diens zuster-vrouw Ahmose-Nefertari. Koningin Ahmose wordt echter nooit als koningsdochter vernoemd, wat enige twijfel doet rijzen omtrent voornoemde hypothesen. Koningin Ahmose draagt echter wel de titel Koningszuster, zodat het niet uitgesloten is dat zij de zuster van farao Thoetmosis I was.
Ahmose was de grote koninklijke vrouwe van Thoetmosis I. Zij wordt afgebeeld in Deir el-Bahari, en verschijnt daar met een dochter Neferubity genaamd. Ahmose was ook de moeder van de bekende koningin Hatshepsut.
Er is niet met zekerheid geweten of de prinsen Amenmose en Wadjmose haar zoons waren. Men denkt eerder dat zij zonen van koningin Moetneferet waren, een andere vrouw van Thoetmosis I.
Koningin Ahmose beschikte over een indrukwekkende lijst van titels:
- Erfprinses (iryt-p`t)
- Groot in lofprijzingen (wrt-hzwt)
- Meesteres van grote geliefde zoetheid (nebt-bnrt-‘3(t)-mrwt)
- Grote koninklijke vrouwe, zijn geliefde (hmt-niswt-wrt meryt.f)
- Meesteres der blijdschap (hnwt-ndjm-ib)
- Vrouwe van alle vrouwen (hnwt-hmwt-nbwt)
- Meesteres der twee landen (hnwt-t3wy)
- Gezellin van Horus (zm3yt-hrw)
- Geliefde gezellin van Horus (zm3yt-hrw-mryt.f)
- Koningszuster (snt-niswt)

## Monumenten en inscripties
Een beambte genaamd Yuf diende als tweede waarzegger van de dues (S'w) van het altaar, de poortwachter van de tempel, en als priester. Hij diende ook meerdere generaties koninklijke vrouwen. Eerst diende hij onder koningin Ahhotep, de moeder van farao Ahmose I, hij was ook verantwoordelijk voor het herstellen van het geschonden graf van koningin Sobekemsaf, en ten slotte was hij in dienst van koningin Ahmose. Yuf tekende op dat koningin Ahmose hem als assistent schatbewaarder aanstelde en hem de dienst van een standbeeld van hare majesteit toevertrouwde.
Koningin Ahmose is prominent aanwezig in de scènes van de goddelijke ontvangenis. Hatshepsut liet deze scènes uitbeelden hoe de god Amon haar moeder, koningin Ahmose, bezocht en hoe zij (Hatshepsut) dus van goddelijke geboorte was. De inscripties laten zien hoe de god Thot eerst koningin Ahmose bij Amon meldt. "Ahmose is haar naam, de weldoenster, meesteres van [--], zij is de echtgenote van koning Aakheperkare (Thoetmosis I), eeuwig leven gegeven" (uit Breasted's Ancient Records. De god Amon begeeft zich dan naar het paleis en maakt zich bekend bij de koningin. Ze verwekken samen een kind en Amon verklaart dat het de naam Khnemet-Amun-Hatshepsut zal dragen. Amon begeeft zich vervolgens naar de god Chnoem en geeft hem instructie om Hatshepsut te scheppen. De scènes tonen vervolgens de bevalling van de koningin en de geboorte van haar goddelijke dochter.
Jaren later kopieerde farao Amenhotep III die scènes bijna precies hetzelfde om aan te tonen hoe de god Amon zijn koningin-moeder Moetemwia bezocht en de koninklijke prins verwekte.